# Kriminale
Kriminale è un album del gruppo italiano Ritmo Tribale, pubblicato nel 1990 dall'etichetta Vox Pop.

## Tracce
1. Kriminale
2. Vorrei & non vorrei
3. Così dolce
4. La città
5. Angelo
6. Warheads
7. Anarchia
8. Uomini
9. Guilty
10. Frisco
11. Schiavo di niente
12. Julian

## Formazione
- Stefano "Edda" Rampoldi - voce
- Andrea Scaglia - chitarra, cori, voce in Warheads, Schiavo di niente, Julian
- Fabrizio Rioda - chitarra ritmica, cori
- Andrea "Briegel" Filipazzi - basso
- Alex Marcheschi - batteria

Altri musicisti
- Luca "Talia" Accardi - tastiere in Kriminale, Guilty, Schiavo di niente

Crediti
- Enrico La Falce - missaggio
- Alessandro Bastianello, Bruna Orlandi, Shah - fotografia, grafica
- Paolo Mauri - registrazione, missaggio e art director
- Vittorio "Maze" Piaggi - grafiche [2]